# Xian Dongmei
Xian Dongmei (冼东妹S, Xiǎn DōngmèiP, 冼東妹T; Sihui, 15 settembre 1975) è una judoka cinese, vincitrice della medaglia d'oro nei 52 kg alle Olimpiadi di Atene 2004 e Pechino 2008.

## Palmarès
- Giochi olimpici

Atene 2004: oro nei 52 kg.
Pechino 2008: oro nei 52 kg.
- Giochi asiatici

2002 - Pusan: argento nei 52 kg.
- Campionati asiatici di judo

1993 - Macao: bronzo nei 52 kg.
1995 - Nuova Delhi: argento nei 52 kg.
2004 - Almaty: argento nei 52 kg.